# Эксплорер С-1
Эксплорер С-1 (англ. Explorer S-1) (Explorer 7X, NASA S-1) — американский спутник для исследования околоземного пространства.

## Конструкция

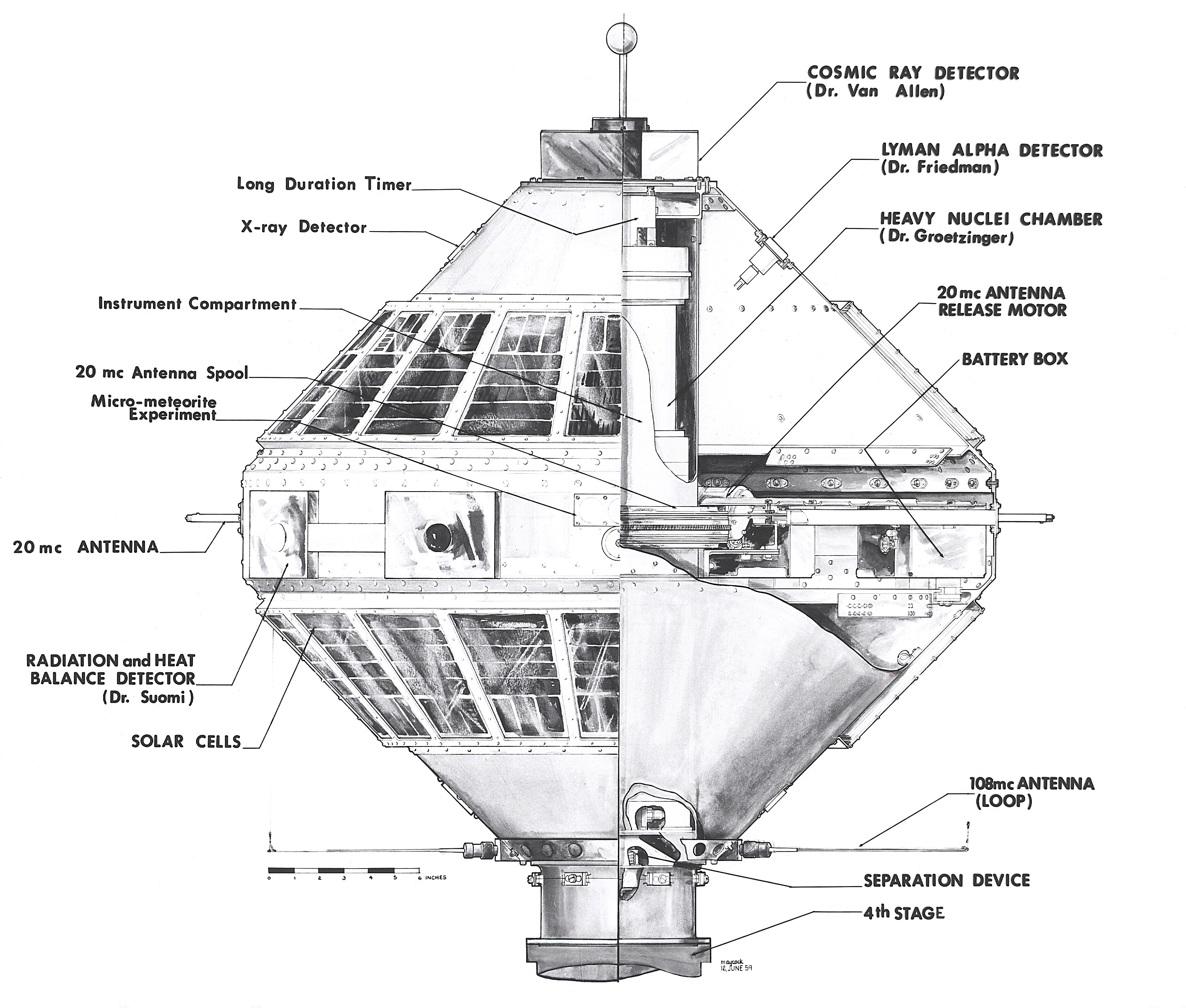
Разрез аппарата С-1

Корпус аппарата состоял из двух усечённых конусов из стекловолокна с цилиндрической вставкой из алюминия. Спутник стабилизировался вращением. Питание осуществлялось от солнечных батарей и 15-ти никель-кадмиевых аккумуляторов. В нижней части корпуса располагались антенны 108 МГц-вого передатчика для слежения за спутником, а внутри спутника — два диполя антенн 20 МГц-вого телеметрического передатчика.
По периметру аппарата были расположены пять болометров для измерения теплового излучения Солнца и три датчика микрометеоритов. В верхнем конусе на противоположных сторонах находились детекторы альфа-частиц и рентгеновских лучей. На самом верху располагался счётчик Гейгера.

## Запуск
Через 5,5 секунд после старта отказало питание системы управления ракеты Юнона-2. В целях безопасности ракета была уничтожена по команде с Земли.